# جون أندرتون
جون أندرتون (بالإنجليزية: John Anderton)‏ هو لاعب كرة قدم بريطاني في مركز الدفاع، ولد في 7 فبراير 1933 في Skelmersdale ‏ في المملكة المتحدة. لعب مع نادي إيفرتون ونادي توركي يونايتد.